# Efekt Marangoniego
Efekt Marangoniego (zwany także efektem Gibbsa-Marangoniego) – to transfer masy wzdłuż granicy faz między dwiema fazami w wyniku gradientu napięcia powierzchniowego. W przypadku zależności od temperatury zjawisko to można nazwać konwekcją termokapilarną (lub konwekcją Bénarda-Marangoniego).

## Historia
Zjawisko to po raz pierwszy zidentyfikował w 1855 r. w tak zwanych „łzach wina” angielski fizyk James Thomson (brat Lorda Kelvina). Efekt został tak nazwany na cześć włoskiego fizyka Carla Marangoniego, który badał go na potrzeby swojej rozprawy doktorskiej na Uniwersytecie w Pawii i opublikował swoje wyniki w 1865 roku. Pełne teoretyczne omówienie tematu przedstawił Josiah Willard Gibbs.